# Final Fantasy XI
Final Fantasy XI (ファイナルファンタジーXI Fainaru Fantajī Irebun) (FFXI) er et MMORPG udviklet af Square Enix, og den hidtil første Final Fantasy titel, der spilles på nettet. FFXI er udgivet til PS2, Xbox360 og Windows.